# Abdij Walkenried
De abdij Walkenried was een tot de Opper-Saksische Kreits behorend sticht binnen het Heilige Roomse Rijk.
Omstreeks 1127 stichtte gravin Adelheid van Klettenberg aan de zuidelijke rand van de Harz de Cisterciënzerabdij Walkenried. De abdij werd snel het rijkste Cisterciënzerklooster van Noord-Duitsland. Er ontstond een afgerond territorium, waardoor later een zetel in de Boven-Saksische Kreis verworven kon worden. In de Rijksdag was de abdij niet vertegenwoordigd. Het klooster werd in 1525 in de Duitse Boerenoorlog verwoest. In 1530 werd de heerlijkheid Schauen verkocht aan het graafschap Stolberg. In 1546 werd de Reformatie ingevoerd. Na 1557 werd de abdij gebruikt als school.
De voogdij over het klooster berustte sinds de dertiende eeuw als een leen van Saksen bij de graven van Hohenstein. Op grond van een verdrag ging de voogdij in 1574 over van Saksen aan het bisdom Halberstadt. In 1578 kwam het sticht onder de administratie van Hohenstein. Na het uitsterven van de graven van Hohenstein in 1593 werden de hertogen van Brunswijk-Lüneburg door Halberstadt beleend. Tijdens de Dertigjarige Oorlog was het klooster weer katholiek van 1629 tot 1631.
Paragraaf 9 van artikel 13 van de Vrede van Osnabrück van 1648 kende het klooster en de prelatuur Walkenried, tezamen met het goed Schauen als rijksleen aan de hertogen van Brunswijk-Lüneburg. De voogdijrechten werden volledig opgeheven en ook de aanspraken van het prinsbisdom Halberstadt en het graafschap Hohenstein werden volledig opgeheven.
Door de delingsverdragen van 1648/73/94 kwam Walkenried aan Brunswijk-Wolfenbüttel.

## Regenten
- 1127-1178: Hendrik I
- 1178-1183: Dietmar I
- 1183-1188: Ekbert I
- 1188-1198: Dietmar I
- 1198-1199: Hendrik II
- 1199-1204: Berthold I
- 1204-1216: Hendrik III
- 1216-1223: Frederik
- 1223-1225: Hendrik IV
- 1225-1237: Berthold II van Klettenberg
- 1237-1255: Dietrich I
- 1255-1267: Bernhard
- 1267-1285: Dietmar II
- 1285-1309: Herman I
- 1309-1317: Lotharius
- 1317-1319: Hendrik V
- 1319-1322: Koenraad I
- 1322-1323: Johan I
- 1323-1332: Koenrad II
- 1332-1345: Eckhard
- 1345-1353: Koenraad III
- 1353-1376: Nikolaas I
- 1376-1377: Hendrik VI
- 1377-1378: Johan II
- 1378-1386: Koenraad IV
- 1386-1387: Dietrich II van Kranich
- 1387-1389: Herman II
- 1389-1409: Johan III
- 1409-1419: Johan IV van Duderstadt
- 1419-1423: Johan V van Oldendorf
- 1423-1431: Koenraad V van Baler
- 1431-1446: Nikolaas II van Frankenhausen
- 1446-1466: Johan VI van Brakel
- 1466-1479: Matthias
- 1479-1485: Johan VII
- 1485-1506: Hendrik VII van Grafenstein
- 1506-1509: Eberhard
- 1509-1520: Georg I Plesse
- 1520-1536: Paul van Göttingen
- 1536-1559: Johan VIII Holtegel
- 1559-1564: Herman III Lubeck
- 1564-1567: Jakob Marsilius
- 1567-1569: Adam Goldhorn
- 1569-1578: Georg II Kreite
- 1578-1592: Ernst van Hohenstein
- 1593-1613: Hendrik Julius van Brunswijk (administrator)
- 1613-1634: Frederik Ulrich van Brunswijk (administrator)
- 1634-1648: Christiaan Lodewijk van Brunswijk (administraor)